# سيسيل سميث (مدرب رياضي)
سيسيل سميث (بالإنجليزية: Cecil Smith)‏ هو مدرب رياضي بريطاني، ولد في 1936 في ويلز في المملكة المتحدة، وتوفي في 2 ديسمبر 2016 في برامبتون في كندا.